# Кидани

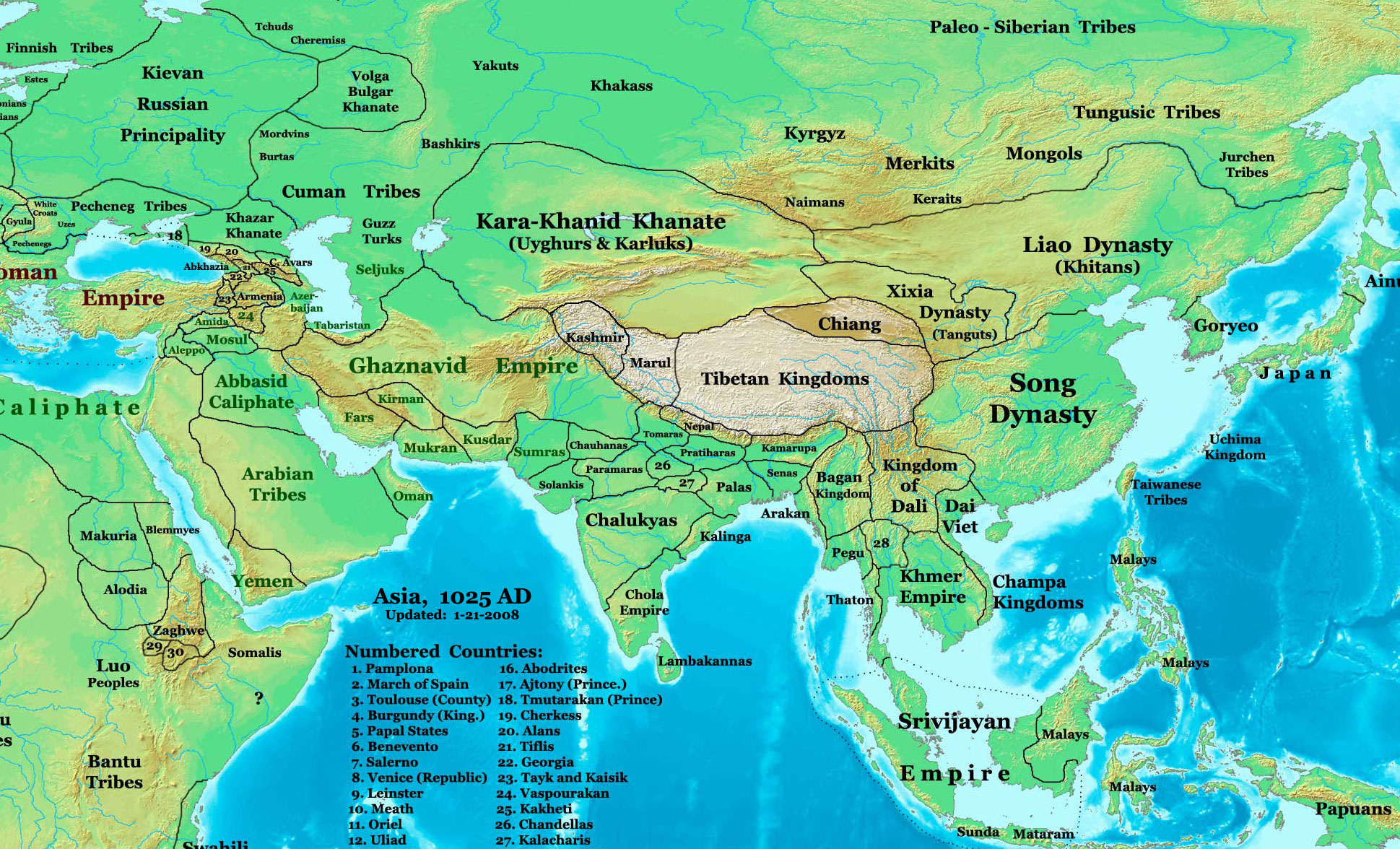
Государство киданей и сопредельные государства, 1025 г.

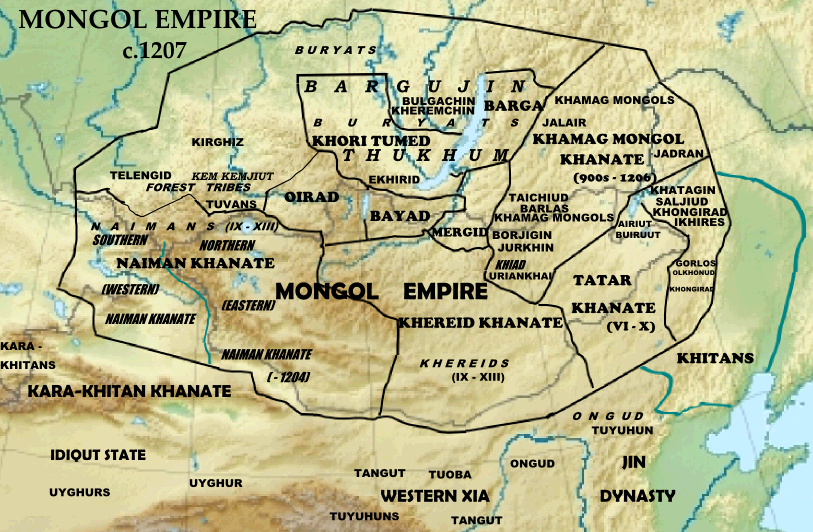
Монгольская империя в 1207 г.

Кида́ни, китаи (кит. трад. 契丹, пиньинь qìdān, палл. цидань) — кочевые древнемонгольские племена в древности населявшие территорию современной Внутренней Монголии, Монголии и Маньчжурии. С 907 по 1125 год существовало киданьское государство Ляо, управляемое кланами Елюй и Сяо. Протянувшись от Японского моря до Восточного Туркестана, империя Ляо стала наиболее могущественной державой Восточной Азии. Это сказалось на том, что историческое название Китая в славянской и западной (Cathay) традициях восходит именно к этнониму «кидани».
Как показало исследование генетиков, дауры генетически родственны киданям.

## Происхождение и язык
Язык киданей относится к монгольским языкам. Был распространён в IV—XII вв. на территории Северо-Восточного Китая и Монголии. Для киданьского языка использовались две системы письма — большое и малое письмо, которые были составлены по образцу старокитайского иероглифического письма. Обработка киданьских текстов, а также сравнительный анализ морфологических явлений и моделей словоизменения в киданьском и монгольском языках подтвердили гипотезу о принадлежности киданьского языка к монгольским языкам.

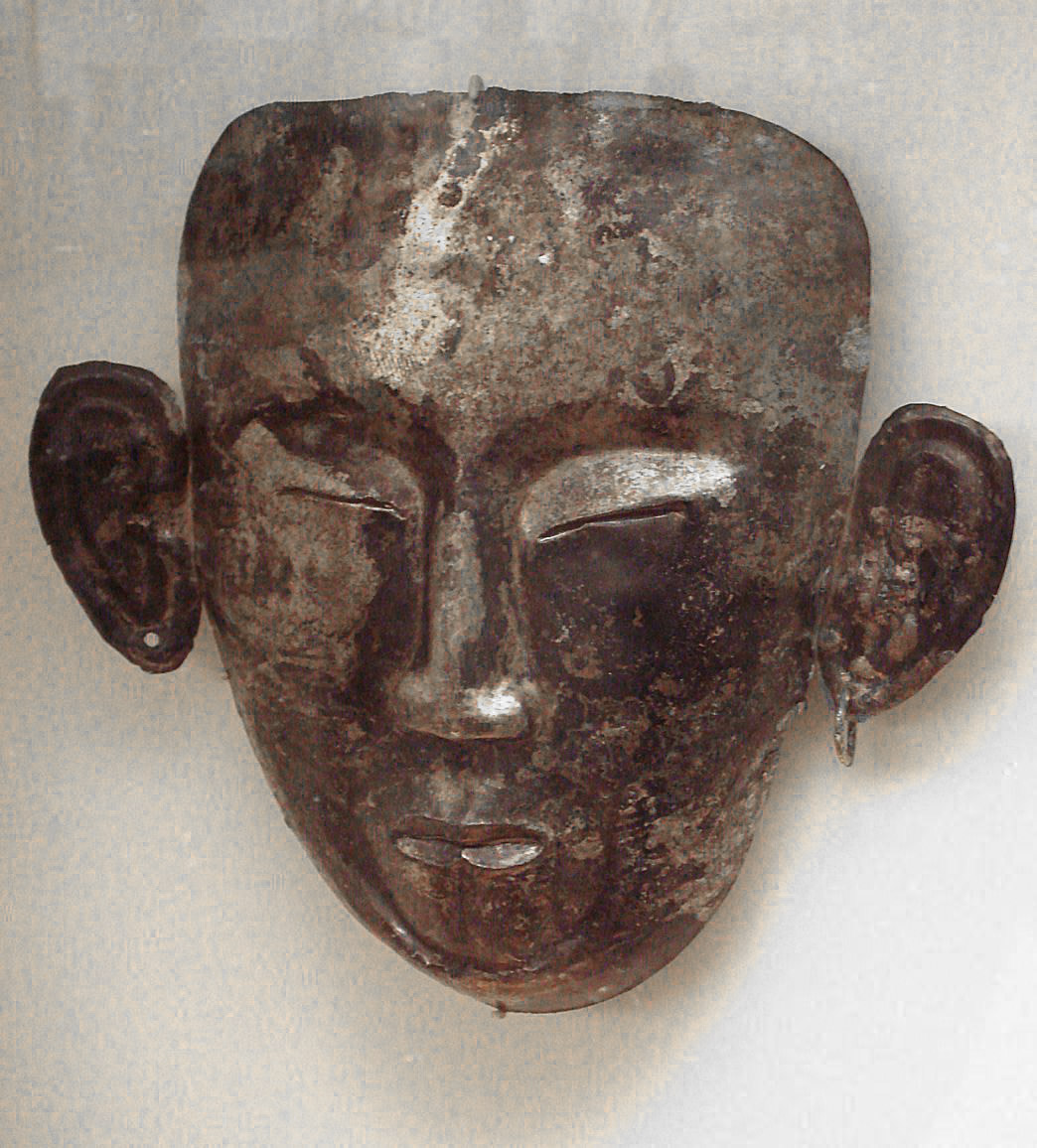
Киданьская погребальная маска

По истории киданей имеется немало китайских источников. Первая обстоятельная информация о киданях появляется в династийной хронике Бэйвэйшу (北魏书, «История династии Северная Вэй»). В одном из тибетских текстов (манускрипт Национальной Парижской библиотеки № 246) говорится: «Там на севере есть те, кто называется Ге-тан. Король их — это хаган Ге-тан. Их пища и законы такие же, как и у А-жа. Скот их преимущественно телята, овцы и лошади. Язык их в большой степени соответствует языку А-жа. Они то ссорятся, то вступают в союз с уйгурами». По мнению Л. Амби («Заметки по поводу народности Ту-ю-гунь»), речь идет именно о каракитаях. А-жа, как считает П. Пельо («Заметки по поводу народностей Ту-ю-гунь и Су-пи», это Ту-ю-гуни (Тогон) — «эмигранты из племени сяньби». Это дает основание предполагать не только связь киданей с монголами, но и подтверждает широкую известность киданей в данном регионе и существовавший интерес к каракитаям.
Китайцы традиционно считали киданей потомками сяньби и соответственно дунху. Сами кидани рассказывали легенду, что у горы Муешань мужчина с реки Лаохахэ, сплавлявшийся на белой лошади и чёрном быке, встретил женщину в повозке, запряжённой серым быком. Они стали мужем и женой, и у них родилось восемь сыновей, которые и стали основателями восьми киданьских племён.

## Обычаи и хозяйство
Описания сохранились в китайских хрониках и отражают оценки средневековых китайских авторов: обычаи киданей сходны с обычаями мохэ. Любят грабежи и набеги. Полагают, что горькое оплакивание смерти отца или матери (что принято у китайцев) — признак слабости. Трупы помещают на вершинах деревьев, растущих в горах. Через три года кости собирают и сжигают. После пьют вино и молят духов умерших о помощи во время охоты. В речах очень грубы, не знают приличий.
В память о своих прародителях кидани устраивали весеннее и осеннее жертвоприношение белой лошади и чёрного быка в храмах у подножья горы Муешань.
Основным занятием киданей было кочевое скотоводство. Перемещались на телегах и лошадях верхом. Держали овец, лошадей, коз, коров, верблюдов. Вторым занятием киданей была охота на кабанов, оленей и пушного зверя. Не забывали кидани, что вообще не характерно для кочевников, и о рыболовстве: сетью, гарпуном и удочкой.

## История и общество

### Ранние кидани. I век н. э. — 600 год н. э.
В средневековой китайской историографии киданей называли потомками Дунху и родственными сяньби. Достоверно история киданей фиксируется с IV века.
В 233—237 вождь киданей Бинэн (比能) был убит китайским губернатором Ван Сюном (王雄) и кидани отступили на север. Спустя около 100 лет кидани были разбиты Мужун Хуаном, правителем Янь (мужуны) и переселились в район верхнего течения р. Шара-Мурэн.
В 386—395 году войска Дао У-ди (империя Северная Вэй) разбили киданей и их племенной союз разделился на собственно киданей на востоке и кумоси на западе в районе р. Иньцзиньхэ. Оправившись от поражения, поселились севернее уезда Хэлун и стали беспокоить границу. В 468 зафиксировано данническое посольство киданей в государство Тоба Вэй, хотя дань они присылали и раньше, с 441 года. Китайцы записали, что до земли киданей от столицы 5000 ли на северо-восток. На востоке с киданями граничит Когурё, на западе татабы, на юге китайский город Иньчжоу (營州), на севере мохэ (靺鞨) и татары-шивэй. Земля их укрыта от врагов горами. Кидани кочевали и охотились. Киданями правил монарх, которого называли «дахэ» (大賀, вероятно это фамилия династии). Восемь аймаков киданей могли выставить до 40 000 воинов.
При Юань Хуне ко двору прибыл кидань Мофоге Ачэнь (莫弗紇何辰). Он наладил связи империи Вэй с киданьскими племенами Сиваньдань (悉萬丹), Хэдахэ (何大何), Фуфую (伏弗鬱), Юйлин (羽陵), Жилянь (日連), Пицзе (匹潔), Ли (黎), Тулюгань (吐六幹). Кидани стали платить дань лошадьми и мехами, и им было позволено торговать в округах Хэлун и Миюнь. В 479 году киданьский Мохэфу Угань (莫賀弗勿幹) из-за набегов жуаньжуань переселился в пределы Вэй со своим аймаком из 3000 телег и 10000 человек. Он поселился в Ляонине на восточном берегу реки Байланшуй (白狼水). Поскольку кидани голодали, Юань Хун разрешил ему покупать зерно на внутренних китайских рынках. Позже у этих киданей установились хорошие отношения с вэйским императором.
В 553 год кидани напали на границы Бэй Ци и Гао Ян отправился отражать вторжение. Он лично выступил в поход и приказал Пан Сяньюэ с 5000 отборной конницы выдвинуться на восток к горам Циншань (青山), вану Хань Гую (韓軌) с 5000 отборной конницы также отправляться на восток. Таким образом кидани оказались блокированы на востоке. Основные силы Гао Яна перешли горы и разбили киданей. Было взято 100 000 пленных обоего пола и несколько сотен тысяч разного скота. Пан Сяньюэ также разбил киданьское племя у горы Циншань. От этого кидани ослабли.
В VI в. кидани стали частью степной империи тюрков, вследствие захвата часть населения (10 000 семейств) эмигрировала на территорию современной Кореи. Киданьский дахэ получил от тюрок титул «сыцзинь» (俟斤). Кидани жили и охотились раздельно, собирались только для войны. Часто воевали с татабами и если проигрывали, то отступали в свои горы. Обычаи были сходны с тюркскими. Покойников отвозили в горы и хоронили на деревьях.
В 584 году Мохэфу приехал ко двору Суй Вэнь-ди Ян Цзяня. В следующем году весь его народ перешёл границу и попросился жить на прежних местах. Император отчитал их, но смягчился и дозволил. Впоследствии другие кидани выселились из Когурё и переселились в Суй. Император только что заключил мир с тюрками и желал привлечь к себе кочевые народы. Посему он приказал выдать киданям зерна и расселить их в тюркских землях. Но к тюркам кидани не отселились, заняв богатые равнины Ляоси на реке Тохэчэнь (託紇臣水). Оттуда они расселились десятью племенами, каждое из которых имело от 1000 до 3000 воинов. Племена жили каждое своим законом, собирали общие советы на время войны. Бага-Ышбара хан отправил тудуна (наместника) Паньде для управления киданями, но кидани убили его.

### Кидани и Тан 600—695
Попеременно выступают союзниками и агрессорами по отношению к китайской империи Тан. В 620-х киданьский дахэ Суньаоцао (孫敖曹) и мукрийский Тудицзи (突地稽) совершили набег на границу и одновременно отправили послов к императору. Через два года они прислали лошадей и собольи меха. В 628 киданьский Мохой (摩會) вступил в китайское подданство. Тюркский каган согласился обменять Мохоя на Лян Шиду (en:Liang Shidu). Ли Шиминь ответил, что подданных он не выдаёт, а «мятежника» Ляна Шиду должны в любом случае выдать. В 629 император подарил Мохою литавру и знамя, что означало политическое признание.
В 644 они выступают на стороне китайцев против Кореи: Когурёско-танские войны. Многие кидани были щедро награждены императором, вождь Кугэ (窟哥) был назначен цзо увэй цзянцзюнем (左武衛將軍, левой воинственной гвардии командующий, сопровождающий 3-й ранг.). Вскоре главный старейшина Чжуцюйцзю (主曲據) подчинился и его аймак стал округом Сюаньчжоу (玄州), а он его главой и подчинёнными дудуфу Ичжоу (營州都督府). Кугэ последовал его примеру и получил Сунмо дудуфу (松漠都督府). Кугэ стал военным шиицзе 10 округов, получил фамилию Ли (李) и маленький титул (無極男). Племена киданей были поделены по новым округам: Дацзи (達稽) — Цяолучжоу (峭落州), Хэбянь (紇便) — Данханьчжоу (彈汗州), Духо (獨活) — Уфэнчжоу (無逢州), Фэнвэнь (芬問) — Юлинчжоу (羽陵州), Тубянь (突便) — Жилянчжоу (日連州), Жуйси (芮奚) — Тухэчжоу (徒河州), Чжуйцзинь (墜斤) — Ванданьчжоу (萬丹州), Фу (伏) — Пили (匹黎) и Чишаньчжоу (赤山二州). Округа подчинены Сунмоскому губернатору (松漠府), а старейшина Жухэчжу (辱紇主) стал начальником округа (刺史).
Со смертью Кугэ (год неизвестен), кидани и татабы перестали подчиняться Тан и походный корпус генерала Ашидэ (阿史德) и Чу Бинь арестовали сунмоского губернатора Абугу (阿卜固) и привезли его в Китай. Внуку Кугэ Кумоли (枯莫離) дали звание цзо вэй цзянцзюнь и назначили главой округа и дали титул гуйшуй цзюньван (歸順郡王). Другой внук Цзиньчжун (盡忠) получил звание у вэй цзянцзюнь (武衛大將軍) и был назначен военным наместником Сунмо (松漠都督). Внук Суньаоцао Ваньжун (萬榮) стал главой Гуйчэнчжоу (歸誠州).

### Война киданьского каганата и Тан695—714
В 695 году Ваньжун убил Чжао Вэньхоя (趙文翽), губернатора Иньчжоу (營州). Цзиньчжун не замедлил принять титул Ушань-кэхань (無上可汗, Высочайший хан), Ваньюн возглавил войско и вскоре покорил соседние племена, его армия разрослась до нескольких десятков тысяч, но кидани говорили, что «сто тысяч». Кидани атаковали Чунчжоу (崇州). В бешенстве У Хоу приказала 28 генералам ударить по киданям. Лянский князь (梁王) У Сансы (武三思) был назначен главнокомандующим-умиротворителем (安撫大使), а наянь (納言, советник) Яо Шоу его помощником. Имперская пропаганда объявила, что Ваньжуну «10000 раз отрубят голову», а Цзиньчжуна «совершенно уничтожат». В ущелье в долине Хуанчжангу (黃麞谷) императорская армия была совершенно разгромлена киданями, некоторые генералы, попали в плен, Пинчжоу (平州) был ненадолго осаждён. Императрица назначила главнокомандующим цзяньаньского вана (建安王) У Юи (武攸宜), армию собрали из рабов, которых выкупили у хозяев. Ваньжун ночью напал на Таньчжоу (檀州), но помощник главнокомандующего Чжан Цзюцзе (張九節) с отрядом добровольцев атаковал Ваньжуна и разбил его. Ваньжун скрылся в горах.
Вскоре Цзиньчжун умер и тюрки Капаган кагана завоевали часть киданей. Другие кидани вернулись к Ваньжуну, и он отправил Лоучжэна (駱務整) и Хэасяо (何阿小) на Цзичжоу (冀州), где они пленили несколько тысяч человек и убили главу Лу Баоцзи (陸寶積).
В 697 году. Императрица приказала Ван Сяоцзе (王孝傑, en:Wang Xiaojie) и Су Хунхою (蘇宏暉) ударить по киданям со 170 000 войска. 8 февраля 697года они встретили киданей на том же месте (東硤) и вновь были разбиты. Ван Сяоцзе был убит в битве. Ваньжун истребил население Ючжоу (en:Youzhou), войска не могли остановить его.
Императрица пошла на союз с тюркским Капаган каганом и татабами. Новую армию возглавил ю цзиньувэй да цзянцзюнь хэнейский цзюньван У Ицзун (zh:武懿宗), министр Лу Шиде (en:Lou Shide) и Шачжа Чжуни (沙吒忠義, вероятно, 沙吒 — шатосец), всего 200 000 войска.
Вначале Ваньжун атаковал Иньчжоу и опустошал округу. Янь Сюаньцзи (楊玄基) с татабами (奚) ударил в тыл киданям. Кидани были разгромлены, некоторые попали в плен, другие сдались вместе с оружием. Ваньжун бежал в лес и стал собирать воинов, но вскоре татабы настигли его. Ваньжун бежал на восток, но там на него было три засады. С несколькими рабами Ваньжун бежал на берег реки Лу (潞河). Там он упал в изнеможении в лесу и раб отрубил ему голову. Войска возвратились с триумфом и головой Ваньжуна, императрица объявила новый девиз правления чудесный подвиг (神功). Кидани же присоединились к тюркам Капаган кагана.
В 699 году императрица союзным киданям Ли Кайгу (en:Li Kaigu) и Лоучжэну идти против киданей. Кидани были разбиты.

### Кидани под властью Тан 714—717
Договор удается заключить только в 714, скрепив его политическим браком.
В 714 году тюрки ослабли и Цзиньчжун с князем Сылифа Ицзяньчо (頡利發伊健啜) и подданными сдался Тан и был пожалован императорской грамотой.
В 716 г. к Цзиньчжуну присоединился татабский Ли Дапу (李大酺). Император воссоздал сунмоское губернаторство (松漠府) и Ли Шихо (李失活) сделан губернатором и сунмоским ваном и командующим гвардии птицы счастья. Из киданей сделали корпус Цзинси (靜析軍). 8 племён киденей были вновь поделены по округам и вожди стали окружными цыши (刺史). Командующий Сюэ Тай (薛泰) стал попечительствующим генерал-губернатором (督軍鎮撫). За Ли Шихо император выдал царевну Юнлэ (永樂公主), дочь князя Янь Юаньсы (楊元嗣). В 717 Шихо умер, посмертно награждён почётным титулом (特進) с правом государственных похорон. Его младший брат Согу (娑固) стал губернатором.
В 717 г. Согу с Юнлэ были приглашены на пир к императору. Согу ненавидел Кэтуюя (可突於), помощника командующего корпусом Цзинси, человека храброго и любимого народом.

### Племенное устройство
В начале VIII века кидани находились на пред-государственном этапе своей истории. Союз 8 киданьских племён возглавлял род Дахэ (скорее титул, чем фамилия). Племена (все названия в китайской транскрипции): сиваньдань, адахэ, цзюйфуфу, юйюйлин, жилянь, пили, цилюй, юйчжэньхоу. Совместно могли выставить около 43 000 воинов. На случай крупной войны кидани могли соединяться с другими племенами.
Делились на кочевья «було» во главе с вождями «циши» и роды — «шицзу». Бывали роды которые имели одно кочевье, несколько кочевий или жили раздельно по нескольким кочевьям смешано с другими родами (тогда члены одного рода составляли отдельную структурную единицу в общем кочевье). Бывали кочевья не имевшие рода и рода без кочевий вообще (Сунь, Ишигэ). При Тан кочевий было восемь: Даньцели, Ишихо, Шихо, Навэй, Пиньмо, Нэйхуэйцзи, Цзицзе, Сивэнь. Возглавлял кочевье «дажэнь» — дословно «большой человек» (китайская передача киданьского термина). Дажэнь имел знамя и барабан. В случае катаклизмов или слишком долго правления одного дажэня, его могли сменить, собрав совет кочевий.

### Восстания Кэтуюя 717—746
В 720 году Кэтуюй напал на Согу. Против Кэтуюя выступил губернатор Ичжоу Сюй Циньдай с 500 воинами и татабы Ли Дапу, но безуспешно. Согу и Дапу были убиты. Кэтуюй объявил Юйюя (郁于, двоюродный брат Согу) губернатором и попросил прощения у императора. Юйюй стал сунмоским ваном и Кэтуюй был прощён. Юйюй был вызван в столицу, где его женили на знатной девушке Му Жун (慕容) с титулом «царевна Яньзюнь» (燕郡公主). Кэтуюй получил гвардейское звание (左羽林衛將軍, левой императорской гвардии командующий).
В 723 г. Юйюй умер и ему наследовал брат Туюй (吐于).
В 725 году, опасаясь Кэтуюя он с супругой бежал к императору и был награждён титулом ляоянского вана (遼陽郡王). Кэтуюй назначил главой его брата Шаогу (邵固) и император одобрил это. Под предлогом сопровождения императора на Тайшань, Шаогу уехал с супругой ко двору и был удостоен звания цзо юйлинь вэй да цзянцзюнь и титула «Гуанхуаский Ван», выдали девушку из царского рода по имени Чэнь (陳) с титулом царевна Дунхуа (東華公主). 100 киданьских старейшин получили чины, сын Шаогу тоже поступил на китайскую службу. Вскоре ко двору приехал Кэтуюй и цзяйсян Ли Юаньхун (en:Li Yuanhong (Tang Dynasty)) принял его не очень хорошо, Кэтуюй затаил злобу и уехал. Чжан Юэ (en:Zhang Yue (Tang Dynasty)) сообщил императору, что у Кэтуюя «сердце зверя» он ищет только выгоды, любим в народе и может отколоться, если захочет, его надо обласкать.
В 730 г. Кэтуюй убил Шаогу, сделал князем Цюйле (zh:遥辇屈列), заключил мир с татабами и присоединился к Бильге-хан Богю. Царевна Дунхуа бежала в Пинлуцзунь (平廬軍, пограничный корпус). Император приказал Чжи Фаньяну, правителю Ючжоу и Чжану Ханьчжану (趙含章) выступить против киданей. Фэй Куан и Сюэ Кань заведовали сбором новой армии. Ван Цзунь (浚) был назначен Хэбэйским главнокомандующим (河北道行軍元帥, Хэбэйского направления походной армии великий предводитель (маршал)), юйши дафу Ли Чаоин (李朝隱) и правитель столичного округа (京兆尹) Пэй Чжоусянь (zh:裴伷先) стали его помощниками. Всего против киданей выдвинулось 8 корпусов. После выступления ван Цзунь был назначен Хэдунским главнокомандующим (河東道諸軍元帥, Хэдуньского направления походной армии великий прехводитель) и он отказался от командования. Поэтому, либу шаншу (禮部尚書, глава з министерства церемоний) и ван Вэй получил звание Хэбэйского главнокомандующего.
В 732 г. Хэбэйский главнокомандующий и Чжао Ханьчжан разбили киданей. Кэтуюй бежал, а татабы сдались. Ван объявил об своих успехах в храме предков, то есть совершил торжественную церемонию.
В 733 г. Кэтуюй контратаковал границу. Начальники округов (州長) Сюе Чуюй, Гао Инцзе, У Кэцинь, У Чжии, Лу Шоучжун собрали 10 000 всадников и татабских союзников у гор Душань (都山). Кэтуюй привёл тюрок и татабы начали колебаться и отступили от страха. У Чжии, Лу Шоучжун потеряли войска, Гао Инцзе, У Кэцинь были убиты, 10 000 человек погибло. Император обратился к искусному полководцу Чжан Шоугую zh:張守珪, тот возглавил Ючжоу (幽州) и стал военным наместником (長史經略). Кэтуюй боялся его и попросился в подданство, отступил ближе к тюркам на северо-запад.
В 734 г. Ли Гоше (zh:李過折), помощник Кэтуюя был недоволен им и Шоугуй послал Ван Хоя (王悔) склонить Ли Гоше к измене. Тот быстро согласился и ночь китайцы окружили лагерь, а Гоше отрубил голову Кэтуюю. Цюйле с 10 сообщниками сдался. Ли Гоше возглавил наместничество Сунмо, и стал ваном области Бэйпин (北平郡王). Голову Кэтуюя доставили в столицу.
В 735 г. вернулись сторонники Кэтуюя и изрубили Гоше и его род. Только сын его Лацянь (剌乾) бежал в Аньдун и назначен левой доблестной гвардии командующим.
В 737 г. Шоугуй дважды разбил киданей и вознёс по этому поводу молитвы в храмах предков.

### Кидани и Ань Лушань 745—756
В 745 г. Ли Хуайсю (zh:李怀秀), старейшина киданей сдался Тан. Война завершилась. Ли Хаайсю получил титул чуншуньского вана (崇順王), девушка-сирота из царского рода была выдана за него под именем царевны Цзинлэ (靜樂公主). В некоторых источниках указано, что Ань Лушань (тогда фаяньский цзедуши — 范陽節度) грабил киданей и они решили, что китайцы их предали, убили Цзинлэ и восстали. В других источниках об это не сказано, но точно известно, что уже в 745 кидани восстали и были разбиты Ань Лушанем. Старейшина Кайло (楷落) стал гунжэньским ваном (恭仁王) и сунмоским дуду (松漠都督). Ань Лушань убедил императора начать уничтожить киданей.
В 751 г. Лушань собрал 60 000—100 000 воинов, и 2 000 татабов-проводников, тремя колонами войска двинулись на киданей. Через 500 ли после выступления пошли проливные дожди и тетивы луков размокли, татабы переметнулись к киданям. На берегу Шара-мурени войска Лушаня были разбиты и бежали. Ань Лушань и кидани попеременно нападали друг на друга. Между тем кидани стали отправлять подарки императору.

### Реформа племенной конфедерации
Примерно во второй половине VIII века власть рода Дахэ у киданей упала, вероятно в связи с подчинением Тан. На первый план выступил род Яонянь. Правитель киданей теперь назывался «цзуу кэхан».
Вторым лицом был «илицзинь» (по китайским источниками, возможно от тюркского irkin — «правитель» или монгольского erkin — «главный»), который ведал исключительно судом и войной. На этот пост избирали представителя племени Дила из рода Нели.
В связи с тем, что из 8 киданьских племён после войн с Китаем осталось 5, кидани переформировали свою конфедерацию, которая отныне состояла из племён: Дила (6 родов, выделены из Иши), Иши (изначально 8 родов), Пииинь, Чутэ (один род, разделённый на два лагеря), Увэй, Нела, Тулюйбу (3 рода), Туцзюй (выделено из Тулюйбу). Внутри крупных кочевий были созданы мелкие лагеря «шиле». Дила и Иши считались великими племенами, которые возглавляли два раздела конфедерации, остальные мелкими. Киданьская конфедерация делилась на два крыла, но не западное и восточное, как у большинства кочевников на Территории Монголии, а на Южное и Северное. Ишэ, Чутэ, Туцзюй составляли южную часть, остальные северную.

### Замирение киданей 756—800
В 756 г. фаньянский цзедуши получил право распоряжаться киданями и татабами. Цзедуши разместил форты и караульные башни в киданьских землях и те стали вести себя тише. Старейшины киденей стали ездить в Чанъань, где получали чины от императора и многие кидани поселялись в округе Ючжоу (ныне Пекин) и император обеспечивал их за счёт казны. Стычки сошли на нет. Всего с 745 по 850 было около 30 киданьских посольств к императору.
Примерно с 744 по 840 год кидани формально считались протекторатом Уйгурского каганата.

### Кидани на пути к государству 800—907
Кидани жили относительно мирно в первой половине IX века. Отношения с танской империей стали охладевать по мере сближения киданей и уйгур, но альянс не сложился.
В 842 г. Уйгуры поменяли своё отношение и разбили киданей. Старейшина Цюйшу (屈戍) стал вассалом Тан, получил звание юнхой цзянцзюнь (雲麾將軍) и звание командующего правой воинственной гвардией. Чжан Чжуну (張仲武) Циньдэзедуши Ючжоу вручил ему новую печать и сказал: «прими государства киданьского печать».
В 866 г. князь Сиэрчжи (習爾之) усилил свой аймак и дважды отправлял посла в Чанъань. Ему наследовал родственник Циньдэ (欽德).
В 880-х гг. кидани усилились и совершили несколько завоевательных походов на татабов и татар-шивэй, другие мелкие племена. Постепенно стали нападать на северную границу Китая. Лю Жэньгун (劉仁恭, en:Liu Rengong) отогнал киданей в горы и не давал им пасти скот, отчего пало много лошадей, и кидани готовы были платить дань лошадьми, лишь бы получить возможность пасти скот. Жэньгун притворно согласился, а затем снова напал. Лю Шоугуань (zh:劉守光) из Пинчжоу (平州), узнав о приближении 10 000 киданей, предложил им мир, а когда вожди собрались в его палатке, он напоил их допьяна и связал. Кидани предложили выкуп в 5000 лошадей, но Шоугуань отказал, тогда Циньдэ удвоил выкуп, и тогда его отпустили. Циньдэ пообещал 10 лет не приближаться к границе.
С годами власть Циньдэ ослабла. Совет восьми племён киданей стал избирать вождей, которые правили по три года и затем сменялись. Елюй Абаоцзи объявил себя царём и не сменялся. Род «дахэ» (大賀), к которому реально или номинально принадлежали киданьские вожди, пресёкся.
Абаоцзи стал основателем империи Ляо.

### Становление киданьского государства
После усиления уйгуров кидани объявляют себя их данниками, однако в 842 снова переходят на китайскую сторону.

Основные черты социального устройства доимперского периода истории киданей: существование ордо — дружин при каждом из правителей, отсутствие столицы или какой-либо постоянной резиденции киданьских вождей. Как и чжурчжэни впоследствии, кидани предпочитали сменять резиденции в зависимости от наступления рыболовного и охотничьего сезонов (отмечаемых, соответственно, ритуалами поимки первой рыбы и первого дикого гуся). 

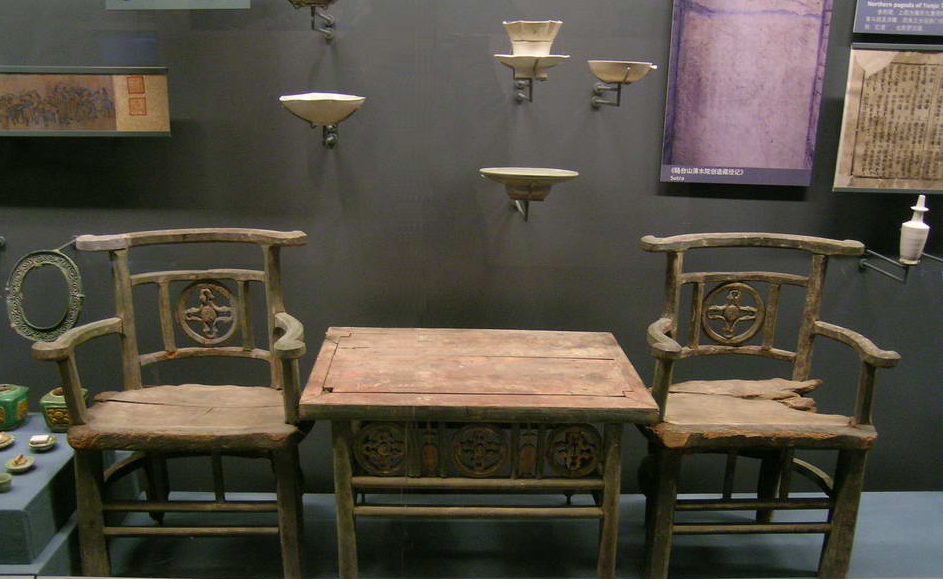
Мебель киданьской династии Ляо

Благодаря разрозненным источникам времен Ляо известны многие детали религиозной системы киданей, мифы о первопредках и вождях древности. Гора Му-е была местом отправления племенного шаманского культа: согласно одному из мифов, в этом месте встретились праотец и праматерь киданьских племен, которые позднее стали трактоваться как Бог Неба и Богиня Земли.

Переход от племенной федерации к империи с династической системой наследования происходит в правление киданьского вождя Абаоцзи (Елюй Амбагай). В 907 он провозглашает себя каганом, а в 916 императором, подчинив несколько соседних племён (считается, что в IX в. кидани состояли из 8-и племенных групп). В 926 Абаоцзи расширяет территорию за счёт соседнего царства Бохай (Бохайго), охватывавшего юг Приморья, юго-восток Маньчжурии и северо-восток Кореи. 

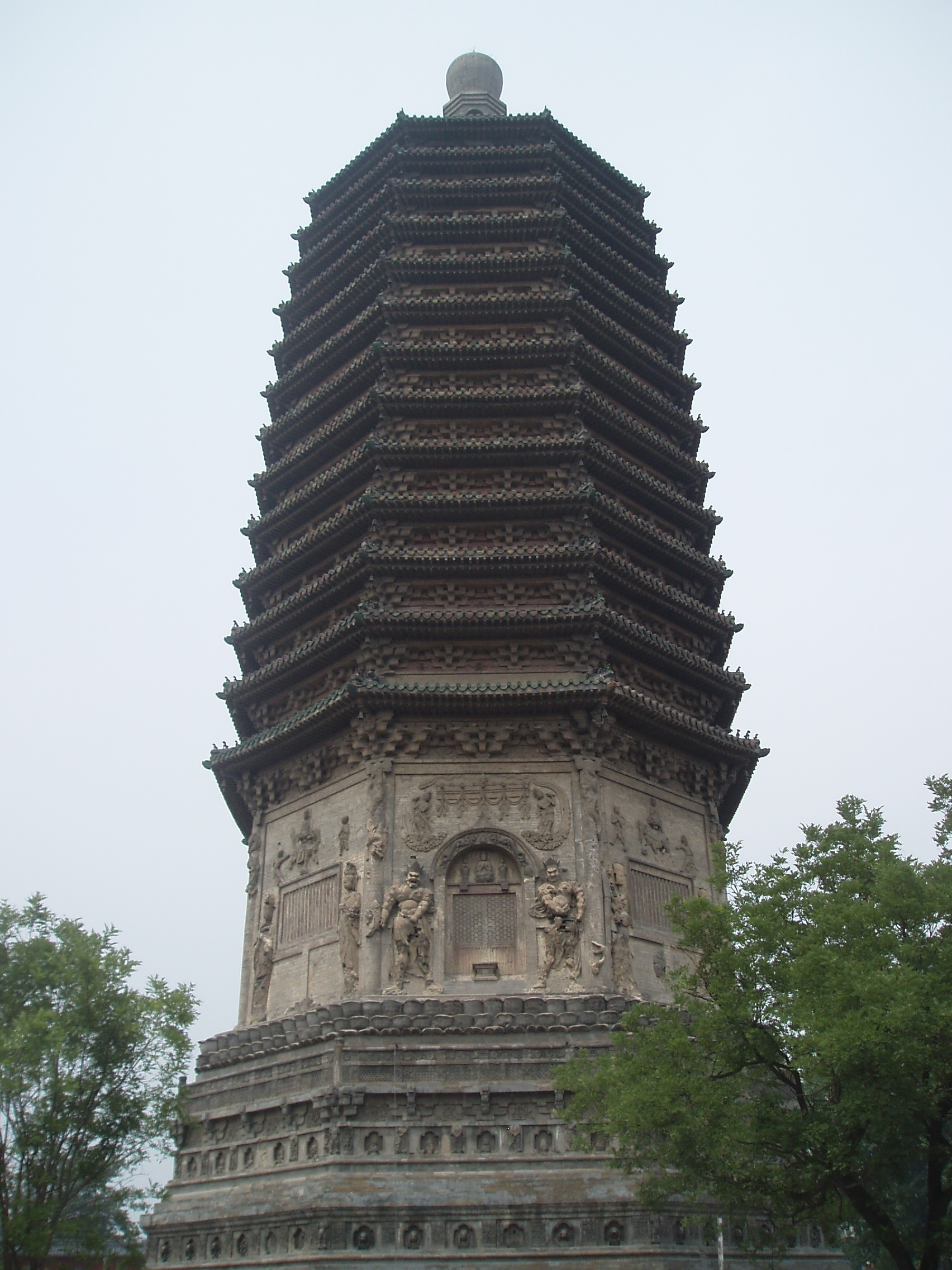
Пагода храма Тяньнин в Пекине (ок. 1120 г., киданьское государство Ляо)

В 947 г. новое государство было названо Великим Ляо, в 983 — Великим государством киданей, в 1066 — снова Великим Ляо. Активно укрепляясь на северных рубежах Китая, кидани отторгли часть его территорий («Шестнадцать округов»). Основы управления в государстве Ляо были созданы китайцами и корейцами, на основе китайских иероглифов и из китайских элементов письма была создана письменность, развивались города, ремёсла, торговля.
Не сумев справиться с соседями и вернуть утраченные территории, Сунская империя была вынуждена пойти на подписание в 1004 мирного договора и согласиться на выплату дани. В 1042 дань была увеличена, а в 1075 Китай отдал киданям ещё часть своей территории.
С конца XI века государство Ляо приходит в упадок, а в 1125 его уничтожают чжурчжэни. Часть киданьской знати (каракидане, или каракитаи) уходит в Среднюю Азию, где в районе рек Талас и Чу сложилось небольшое государство каракитаев — Западное Ляо (1124—1211).
В 1211 г. бежавшие под натиском Чингисхана найманы наводнили Среднюю Азию и пленили гурхана, однако уже семь лет спустя Каракитайское государство вошло в состав Монгольской империи. Под властью монголов каракитаи растворились в окружающих племенах, в частности найманах.
Современные исследователи не смогли доказать преемственность между киданями и какими-либо этническими группами, являющиеся их возможными потомками: ни на северо-востоке Китая, ни в Туркестане, где они, по всей видимости, ассимилировались с местным тюрко- и ираноязычным населением. Результаты последних генетических исследований говорят в пользу предположения о том, что дауры по крайней мере частично являются потомками киданей.
Предполагают, что потомками древних киданей продвинувшихся на восток — в Среднюю Азию, стали кара-китаи или, как их позже назвали, ктаи. Ктаи, кроме узбеков, вошли также в состав казахов, киргизов, ногайцев, каракалпаков, башкир и других народов.
Ктаи были наиболее многочисленной узбекской родовой группой в Самаркандской области (современный Узбекистан). По сохранившемуся среди них преданию ктаи пришли в долину Зеравшана из кипчакской степи. По переписи 1920 года в Самаркандской области (Самаркандский и Каттакурганские уезды) насчитывалось свыше 39 тысяч ктаев.

## Правители киданей

### Древняя конфедерация
- Бинэн (比能), убит между 233—237
- Хэчен (何辰) — вождь (мофухэ) (契丹莫弗贺) (ок. 470)
- Мер-ган (Hanzi : 勿于 pinyin : Wuyu) мофухэ (ок. 479)
- Думи-каган (多彌可汗) (ок. 585)

### Конфедерация киденей под властью рода Дахэ (618—730) (大賀氏)

#### В округе Сунмо (松漠都督)
| Род                         | Род        | (Киденьское или китайское имя | (Киденьское или китайское имя | Даты правления |
| Chinese Китайские иероглифы | Чтение     | Китайские иероглифы           | Чтение                        | Даты правления |
| --------------------------- | ---------- | ----------------------------- | ----------------------------- | -------------- |
| 大賀氏                      | Дахэ       | 咄羅/咄罗                     | Доулоу                        | 618/622-627    |
| 大賀氏                      | Дахэ       | 摩會/摩会                     | Мохуэй                        | 627-644        |
| 大賀氏                      | Дахэ       | 窟哥                          | (Ли) Кугэ                     | 644-653/658    |
| неизвестно                  | неизвестно | 阿不固/阿卜固                 | Абугу                         | 653/658-660    |
| неизвестно                  | неизвестно | неизвестно                    | неизвестно                    | 660-675        |
| 大賀氏                      | Дахэ       | 李盡忠                        | Ли Цзиньчжун                  | 675-696        |
| 内稽氏                      | род Нэйцзи | 孫萬榮                        | Сунь Ваньжун                  | 696-697        |
| 大賀氏                      | Дахэ       | 李失活                        | (Ли) Шихо                     | 697-717        |
| 大賀氏                      | Дахэ       | 李娑固                        | (Ли) Согу                     | 718-720        |
| 大賀氏                      | Дахэ       | (李鬱干)/鬱于/郁于            | (Ли) (Юйгань)/Юйюй            | 720-722/724    |
| 大賀氏                      | Дахэ       | (李吐干)/吐于                 | (Ли) (Тугань)/Туюй            | 722/724-725    |
| 大賀氏                      | Дахэ       | 李邵固                        | (Ли) Шаогу                    | 725-730        |

### Префектура Сяньчжоу (玄州)
Здесь проживали кидани, которые не подчинялись роду Дахэ
| Род                 | Род    | (Киденьское или китайское имя | (Киденьское или китайское имя | Даты правления |
| Китайские иероглифы | Чтение | Китайские иероглифы           | Чтение                        | Даты правления |
| ------------------- | ------ | ----------------------------- | ----------------------------- | -------------- |
|                     |        | (李)去閭                      | (Ли) Цюйлюй                   |                |
|                     |        | 據曲/曲據                     | Цзюйцюй /Цюйцзюй              | 646-648        |

### Другие вожди (酋長)
- Таньмочжэ (貪沒折) (ок. 630)

### Киданьская конфедерация под властью каганов рода Яонянь (730—906) (遥辇氏)
| Тронное имя         | Тронное имя     | Личное имя                      | Личное имя                        | Даты правления |
| Китайские иероглифы | Чтение          | Китайские иероглифы             | Чтение                            | Даты правления |
| ------------------- | --------------- | ------------------------------- | --------------------------------- | -------------- |
| 洼可汗              | Ва-каган        | 屈列                            | Цзюйлюй (Цюйле)                   | 730-734        |
| 北平郡王            | Бэйпин-цзюйван  | 过折/過折                       | (Ли) Гочжэ                        | 735            |
| 阻午可汗            | Цзуу-каган      | 遥辇俎里 (李懷節/李怀秀/李懷秀) | Динань Цзули Ли Хуайсю/Ли Хуайцзе | 735-745        |
| 胡剌可汗            | Хула-каган      | 楷洛/楷落                       | Кайло                             | 746-778        |
| 苏可汗/蘇可汗       | Су-каган        | неизвестно                      | неизвестно                        | 778-800        |
| 巴刺可汗            | Бала-каган      | неизвестно                      | неизвестно                        | 800-820        |
| 昭古可汗            | Чжаогу-каган    | неизвестно                      | неизвестно                        | 820-842        |
| 耶谰可汗            | Елань-каган     | 屈戌                            | Цюйшу                             | 842-860        |
| 鮮質可汗            | Сяньчжи-каган   | 習爾                            | Сиэр /Сиэрчжи                     | 860-882        |
| 痕德廑可汗          | Хэньдэцзи-каган | 钦德/欽德                       | Циньде                            | 882-906        |

После Циньде к власти пришёл Елюй Абаоцзи, который провозгласил династию Ляо.

## Основные исторические источники
Важнейшим источником по истории киданей является Ляо ши — История династии Ляо, одна из 24 официальных династийных историй. Она была составлена в 1343 году коллективом из 23 авторов под редакцией Тогто при дворе монгольской по происхождению династии Юань. Полностью хроника состоит из 116 глав-цзюаней. Среди источников Ляо ши первое место занимают записки о деяниях киданьских императоров, собранные Елюй Янем. В 1639 году Ляо ши была переведена на маньчжурский язык и издана тиражом в 300 экз. под названием «Дайляо гуруни судури». Дополнения и исправления к Ляо ши (весьма неполной) были собраны и опубликованы Ли Эи и Ян Фуцзи под заглавием «Ляо ши ши и» («Подборка пропущенного в истории династии Ляо») и «Ляо ши шии бу» ("Дополнение к сочинению «Подборка пропущенного в истории династии Ляо»). Маньчжурский текст лёг в основу русского перевода: «История Железной империи».
Другим источником является «Цидань го чжи» — «История государства киданей» авторства южносунского историка Е Лунли. В 1979 году история была переведена на русский язык.
Также есть выдержки из китайских историй, относящиеся к различным иноземным народам, включая киданей, опубликованные Н. Я. Бичуриным.

## Потомки
Согласно Д. Г. Дамдинову, хамниганы — бурятское племя древнемонгольского киданьского происхождения, родственное даурам. О киданьском происхождении хамниган и дауров также в своей работе пишет А. В. Соломин. Согласно Б. З. Нанзатову, киданьские корни также имеет бурятский род хойхо (хойхо в целом и группа хорчитов/хорчидов в частности), отмеченный в составе китойских, тункинских, закаменских, окинских и селенгинских бурят.
В настоящее время известны представители следующих родов: хитад среди халха-монголов, шира хитад среди увэр-монголов, хитад уругуд среди урутов, хятад (хитан) среди басигитов, субэтноса мянгатов, хатай-хапчин среди калмыков-торгутов, кость китд в составе дээд-монгольского хошутского рода тяяджнер, дай китай среди хазарейцев. Также хоринский род Худай.
В Монголии также проживают носители следующих родовых фамилий: Кидан, Кидаан, Кидай, Гидан, Китад, Китай, Китан, Хадай, Хидаан, Хидан, Хитаад, Хитад, Хитай, Хитан, Хятаад, Хятад.
Потомки кара-киданей, ктаи, вошли в состав казахов, киргизов (племя кытай), узбеков, ногайцев, каракалпаков, башкир (род катай), гагаузов, калмыков (род хатай-хапчин) и других народов.